# منتخب فيجي تحت 23 سنة لكرة القدم
منتخب فيجي تحت 23 سنة لكرة القدم (بالإنجليزية: Fiji national under-23 football team)‏ هو ممثل فيجي الرسمي في المنافسات الدولية في كرة القدم في فئة كرة قدم تحت 23 سنة للرجال، يديريه اتحاد فيجي لكرة القدم.